# کاکتوس‌وار کوییسکو
کاکتوس‌وار کوییسکو (نام علمی: Haageocereus australis) نام یک گونه از زیرخانواده کاکتوس‌واریان است. این گونه گیاه بوم‌زاد جنوب پرو و شمال شیلی می‌باشد. گل‌های این گیاه سفید رنگ است و ساقه آن ۲۵ تا ۵۱ میلی متر داخل زمین رشد می کند و طول آن ممکن است تا ۹۰ سانتی متر نیز برسد.